# Jura de la Constitución

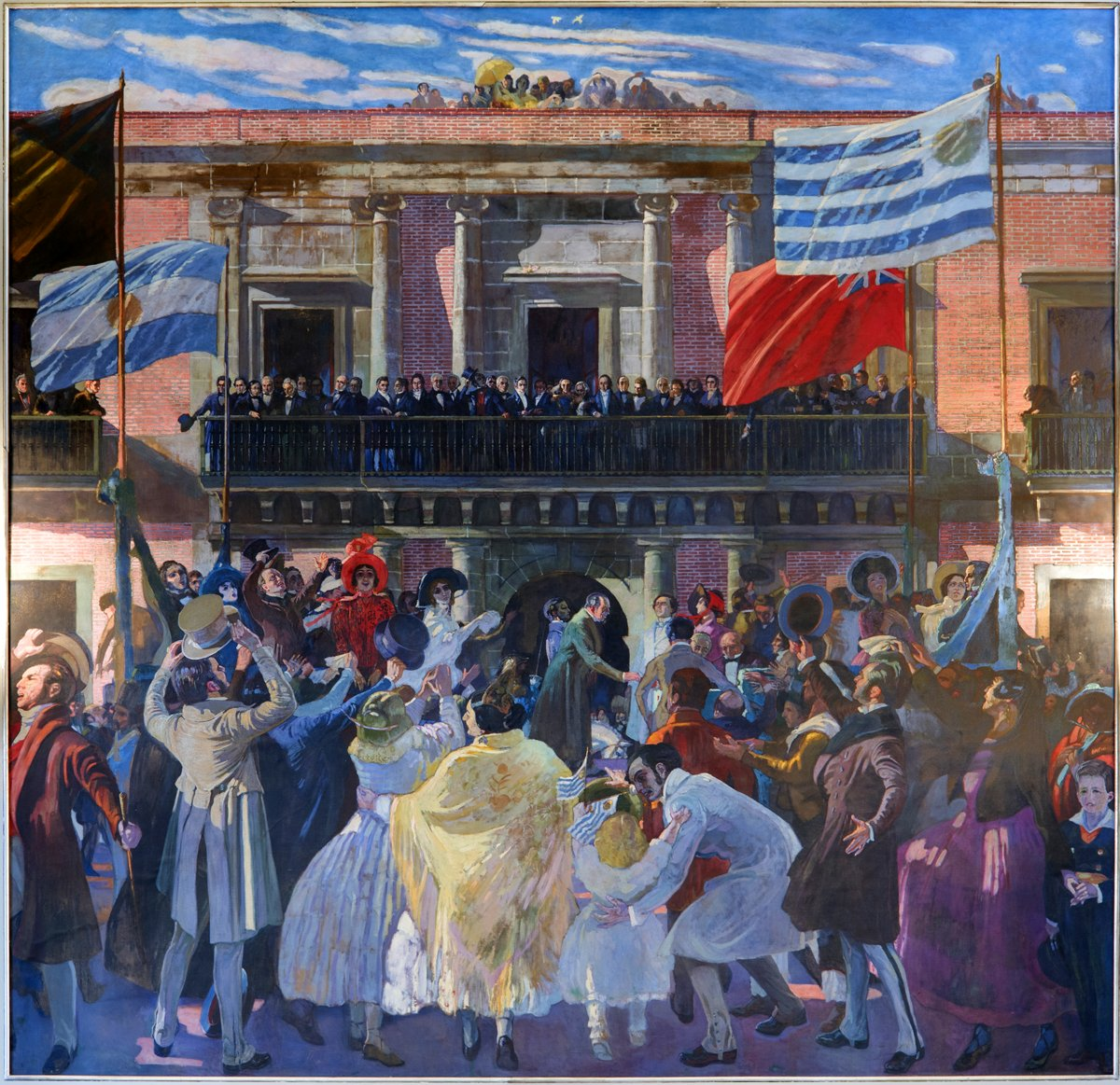
Jura de la Constitución de 1830, de Pedro Blanes Viale.

La Jura de la Constitución de Uruguay se celebra todos los 18 de julio y hace referencia al acto ocurrido el 18 de julio de 1830, cuando se juró la primera constitución nacional. La jura fue encabezada por el gobernador y capitán general del Estado, brigadier general Juan Antonio Lavalleja, sus ministros de Estado, jefes del ejército, diplomáticos de las potencias garantes, constituyentes y autoridades eclesiásticas desde el balcón del Cabildo de Montevideo, y acompañado por el pueblo reunido en la Plaza Matriz. Esta primera constitución estableció un Estado soberano e independiente con el nombre de República Oriental del Uruguay.
La Constitución estableció un estado unitario, republicano y confesional; la religión oficial era la católica. La ciudadanía en ese tiempo estaba restringida a los propietarios y alfabetos; se excluía a los asalariados y a los analfabetos. 
Esta celebración es uno de los principales días festivos de Uruguay.

## Historia
La primera ceremonia se inició en horas de la mañana con un acto religioso. A las 8:30  de la mañana salió el gobierno del Fuerte (sede del gobierno en la actual Plaza Zabala) con su cortejo y se dirigió a la iglesia Matriz para asistir al tedeum que se había dispuesto, tomando asiento conforme al ceremonial decretado el  13 de julio. Terminado, el gobierno se dirigió al edificio que había sido elegido para el Cabildo de Montevideo, en uno de cuyos salones prestaron juramento a la Constitución los miembros de la Asamblea General Constituyente y Legislativa del Estado, el gobernador y capitán general provisorio Juan Antonio Lavalleja, los ministros, el cura vicario, los jefes de tribunales, oficinas, los comandantes de Cuerpos y jefes de Estado Mayor del Ejército.
La ceremonia principal, sin embargo, se realizó en horas de la tarde, en la actual Plaza Matriz, entonces denominada Plaza Mayor, frente al edificio del Cabildo. Sobre uno de los lados de la plaza se habían formado las tropas militares al mando de los coroneles Manuel Oribe y Eugenio Garzón, vestidos con uniformes de gala coloridos. Cada integrante de la tropa prestó juramento a la Constitución frente a una cruz sostenida por un oficial, conformado por un fusil y un sable.
Acto seguido, todos los civiles reunidos en la plaza fueron invitados a subir sucesivamente a una tarima colocada frente al Cabildo, en cuyos balcones se encontraban las autoridades públicas, a prestar juramento de fidelidad a la Constitución, pasando frente al Alcalde Ordinario de Montevideo. Una ceremonia similar fue realizada, asimismo, en todas las ciudades y poblados de cierta importancia del interior del país.
El texto del juramento rezaba así:

“¿Juráis a Dios y a la Patria cumplir y hacer cumplir en cuanto de Vos dependa, la Constitución del Estado Oriental del Uruguay sancionada el 10 de Setiembre de 1829 por los representantes de la Nación? ¿Juráis sostener y defender la forma de gobierno Representativo Republicano que establece la Constitución? Si así lo hiciéreis Dios os ayudará; si no, Él y la Patria os lo demandarán”

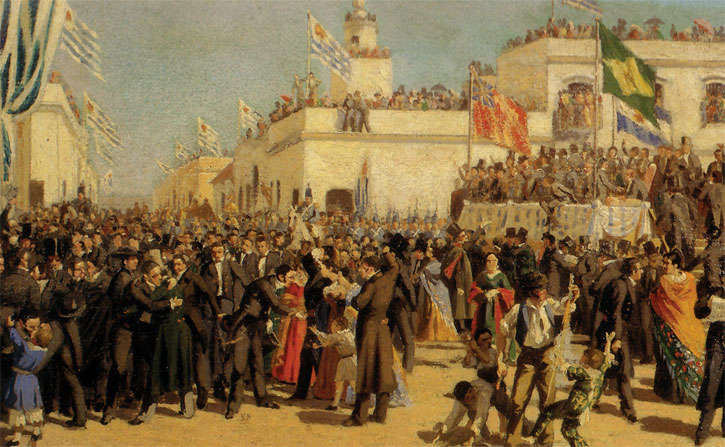
Boceto para la Jura de la Constitución de 1830, de Juan Manuel Blanes.

Al presentar la Constitución, el constituyente José Longinos Ellauri expresó que ella serviría para regir la vida política y civil de la Nación "si os resignáis a regir por ella vuestras conductas". Terminado el acto del juramento general tronó el cañón del viejo Fuerte de San José con una salva de 21 cañonazos, como anuncio al pueblo de que la Constitución de la República había sido solemnemente jurada.
El establecer una constitución nacional fue condición impuesta por la Convención Preliminar de Paz para la independencia del Estado. Era una soberanía restringida por cinco años; se vigiló también que dicha constitución no fijara los límites del estado, en especial con el Brasil, que logró apropiarse de unos 70.000 kilómetros cuadrados, anteriormente pertenecientes a las Misiones Orientales, en los tratados de 1851, leoninos, pero que el reciente estado no podía resistirlo por encontrarse sometido a la guerra civil desde 1838 conocida como Guerra Grande. 
Esta Constitución fue el fruto de un año de trabajo de la Asamblea General Constituyente y Legislativa del Estado, antecesora del Parlamento uruguayo. Fue el texto constitucional de más larga permanencia, ya que recién fue modificado en 1918. Se trató de un instrumento jurídico avanzado en un país que no se encontraba preparado para ello.
En Montevideo, la Avenida 18 de Julio homenajea este momento fundacional del constitucionalismo uruguayo.